# New-age (nhạc)
Nhạc new-age là nhạc chậm rãi nhằm tạo ra cảm hứng nghệ thuật, thư giãn và lạc quan. Nó được các thính giả sử dụng trong quá trình tập yoga, mát xa, thiền định và đọc, như một phương pháp quản lý căng thẳng hoặc để tạo ra một bầu không khí thanh bình như ở nhà hoặc các môi trường khác và thường gắn liền với chủ nghĩa môi trường và tâm linh New Age.
Hòa âm trong nhạc new-age nói chung là phương thức hòa hợp hoặc bất hòa hợp hoặc bao gồm âm trầm drone và thường được cấu trúc như các biến thể trên một chủ đề. Các giai điệu đôi khi được ghi âm các âm thanh tự nhiên và được sử dụng như phần giới thiệu ca khúc hay trong ca khúc. Thường khoảng ba mươi phút là phổ biến.
New Age bao gồm cả hình thức nhạc điện tử, thường phụ thuộc vào sự ổn định của synth pad hoặc dựa vào nhạc tuần tự và các hình thức acoustic, nhạc cụ có tính năng như sáo, piano, guitar acoustic và một loạt các nhạc cụ acoustic không phải phương Tây.
Dàn xếp thanh nhạc đã bước đầu hiếm hoi trong New-Age, nhưng khi nó đã phát triển giọng hát đã trở nên phổ biến hơn, đặc biệt là giọng hát đặc trưng bản xứ thổ dân châu Mỹ, tiếng Phạn hoặc Tây Tạng hay lời bài hát dựa trên thần thoại như thần thoại Celtic hay cõi thần tiên.

## Lịch sử
Âm nhạc New-age chịu ảnh hưởng bởi một loạt các nghệ sĩ đến từ nhiều thể loại. Nhiều phong cách khác nhau và sự kết hợp của điện tử, thử nghiệm và âm New-age đã được giới thiệu vào những năm 1970 bao gồm âm nhạc đến từ châu Á, chẳng hạn như Kitaro và Yellow Magic Orchestra.

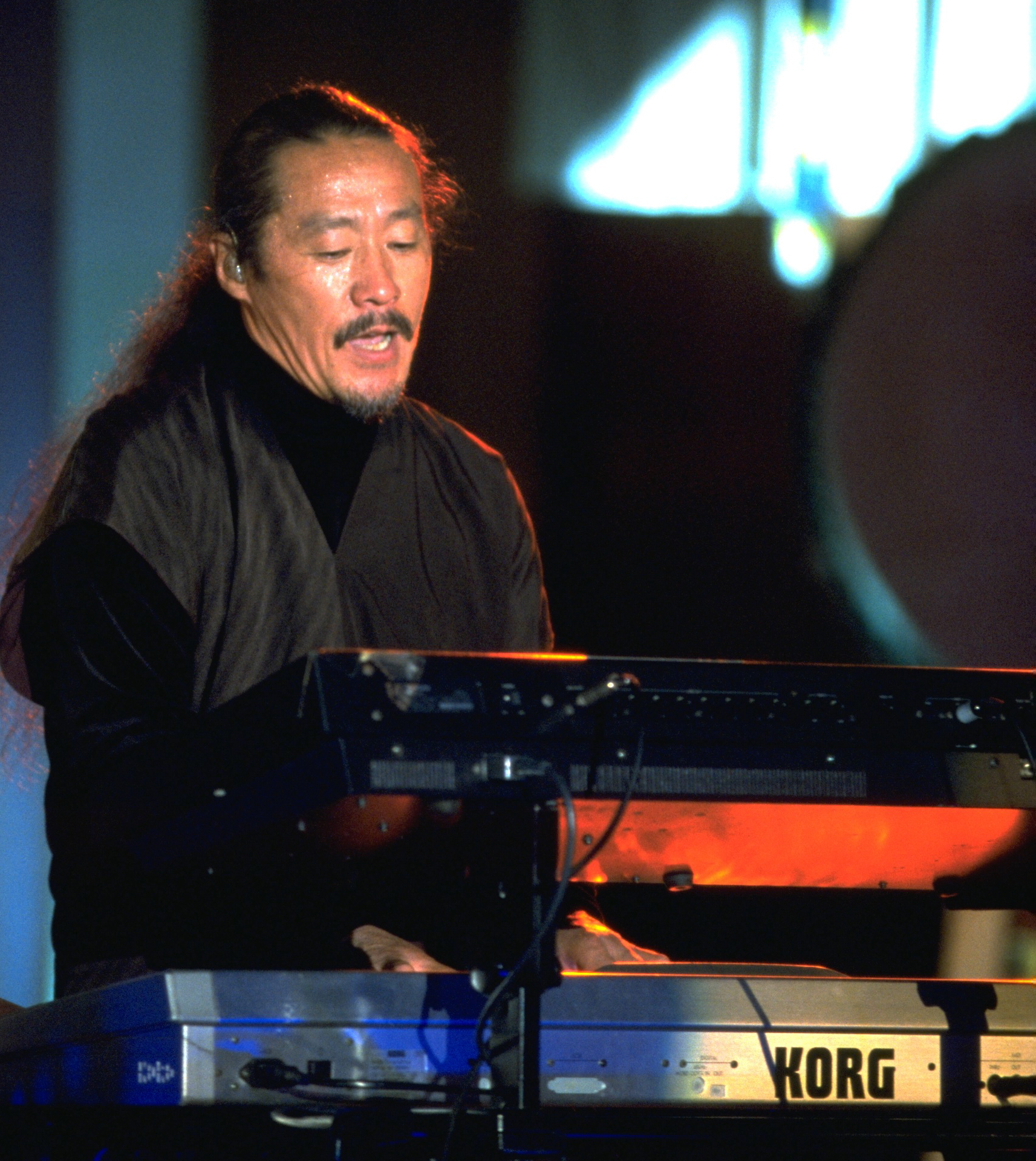
Kitaro, một trong những nghệ sĩ electronic/new-age ảnh hưởng nhất ở châu Á

Spectrum Suite của Steven Halpern, phát hành vào năm 1975, thường được ghi nhận là album bắt đầu từ phong trào New-age. New Age được sản xuất ban đầu và chỉ được bán bởi các hãng độc lập. Doanh thu đạt số lượng lớn tại các cửa hàng tiên tiến như nhà sách, các cửa hàng quà tặng, cửa hàng thực phẩm sức khỏe. Một ví dụ nổi bật của một album New-age là khi vào năm 1979, nhạc sĩ R&B Stevie Wonder tạo nhạc nền cho bộ phim tài liệu (dựa trên cuốn sách) The Secret Life of Plants, đó là ghi âm kỹ thuật số đầu tiên của album New-age. Đến năm 1985, cửa hàng bán lẻ độc lập và ghi xích được thêm vào các phần cho New-age, và các nhãn hiệu lớn đã bắt đầu quan tâm tới thể loại này, thông qua việc mua lại của một số nhãn hiệu New-age hiện có như Living Music của Paul Winter và thông qua việc ký của các nghệ sĩ New-age như Kitaro và nghệ sĩ nhạc jazz Crossover Pat Metheny, cả hai đều ký bởi Geffen.
Vào Ngày Valentine năm 1987, đài phát thanh Los Angeles nhạc rock Kmet chuyển sang toàn thời gian định dạng âm nhạc New-age với các chữ mới KTWV, mang thương hiệu là The Wave.

## Định nghĩa
Âm nhạc New-age được định nghĩa nhiều hơn bởi hiệu ứng tác động hoặc cảm giác nó tạo ra chứ không phải là nhạc cụ sử dụng tạo ra nó; nó có thể là điện tử, nhạc cụ mộc, hoặc kết hợp cả hai. Các nghệ sĩ New-age từ solo hoặc dàn nhạc biểu diễn bằng nhạc cụ cổ điển từ piano, guitar mộc, sáo hay đàn hạc với nhạc cụ điện tử, hoặc từ nhạc cụ phương Đông như sitar, tabla, và tamboura.
Có sự trùng gối lên nhau đáng kể giữa các khu vực của nhạc new-age, nhạc ambient, nhạc cổ điển, jazz, nhạc điện tử, world music, chillout, nhạc không gian (space music) và những thứ khác. Hai định nghĩa thường liên kết với các thể loại New-age là:
- Nhạc New-age với một âm thanh rộng bao phủ (ambient) có mục đích rõ ràng của việc hỗ trợ thiền và thư giãn, hoặc trợ giúp và tạo điều kiện cho nhiều việc thực hành có tính cách tâm linh khác, chẳng hạn như chữa bệnh thay thế, thực hành yoga, thiền định có hướng dẫn, chakra, vv.[7] Những người ủng hộ định nghĩa này hầu hết là những nhạc sĩ mà sáng tạo âm nhạc rõ ràng cho những mục đích nêu trên. Các nghệ sĩ nổi tiếng người tạo ra âm nhạc New-age cho việc chữa bệnh và/hoặc thiền định bao gồm Paul Horn, Deuter, Steven Halpern, Dean Evenson người vào năm 1979 là một trong những người đầu tiên kết hợp tiếng sáo nhẹ nhàng và an bình của mình với những âm thanh của thiên nhiên, Lawrence Ball và Karunesh.
- Nhạc New-age theo sự xếp loại của các cửa hàng bán lẻ âm nhạc.[7] Đây là một định nghĩa rộng có tính cách thực dụng, thường không có sự phân biệt chi tiết và rõ ràng giữa các phong cách âm nhạc. Nhạc được xếp vào loại này thường là nhạc không dễ dàng được xếp vào những thể loại khác, nhưng thường là nhạc có bao gồm phong cách world music hay là nhạc guitar Flamenco. Có những cửa hàng bán lẻ đã chia thành nhiều thể loại con như là "âm thanh thiên nhiên", "chữa bệnh", "piano", "nhạc nhẹ có lời hát", vân vân,... Amazon còn bao gồm cả nhạc "celtic", "thiền", "nhạc khiêu vũ thế giới" (world dance), và "thư giãn". iTunes thì bao gồm "thiên nhiên", "môi trường", "chữa bệnh" và "du hành", bên cạnh các thể loại nhánh khác. Trang web bán lẻ nhạc New-age của Đức là Silenzio bao gồm 70 nhánh khác nhau.

## Những ảnh hưởng và các chủ đề
Từ năm 1968 đến năm 1973, nhạc sĩ Đức như Edgar Froese (người sáng lập của Tangerine Dream), Holger Czukay (một trong những người sáng lập của Can và một cựu sinh viên của Karlheinz Stockhausen), Popol Vuh, và Ashra phát hành một số công trình đặc trưng âm thanh và thử nghiệm kết cấu xây dựng với thiết bị điện tử, tổng hợp, âm thanh và các công cụ điện đã được đề cập đến gọi là âm nhạc vũ trụ. Thử nghiệm này đã cung cấp ảnh hưởng nền tảng ban đầu cho âm nhạc xung quanh và thể loại âm nhạc New-age.

## Thuật ngữ khác

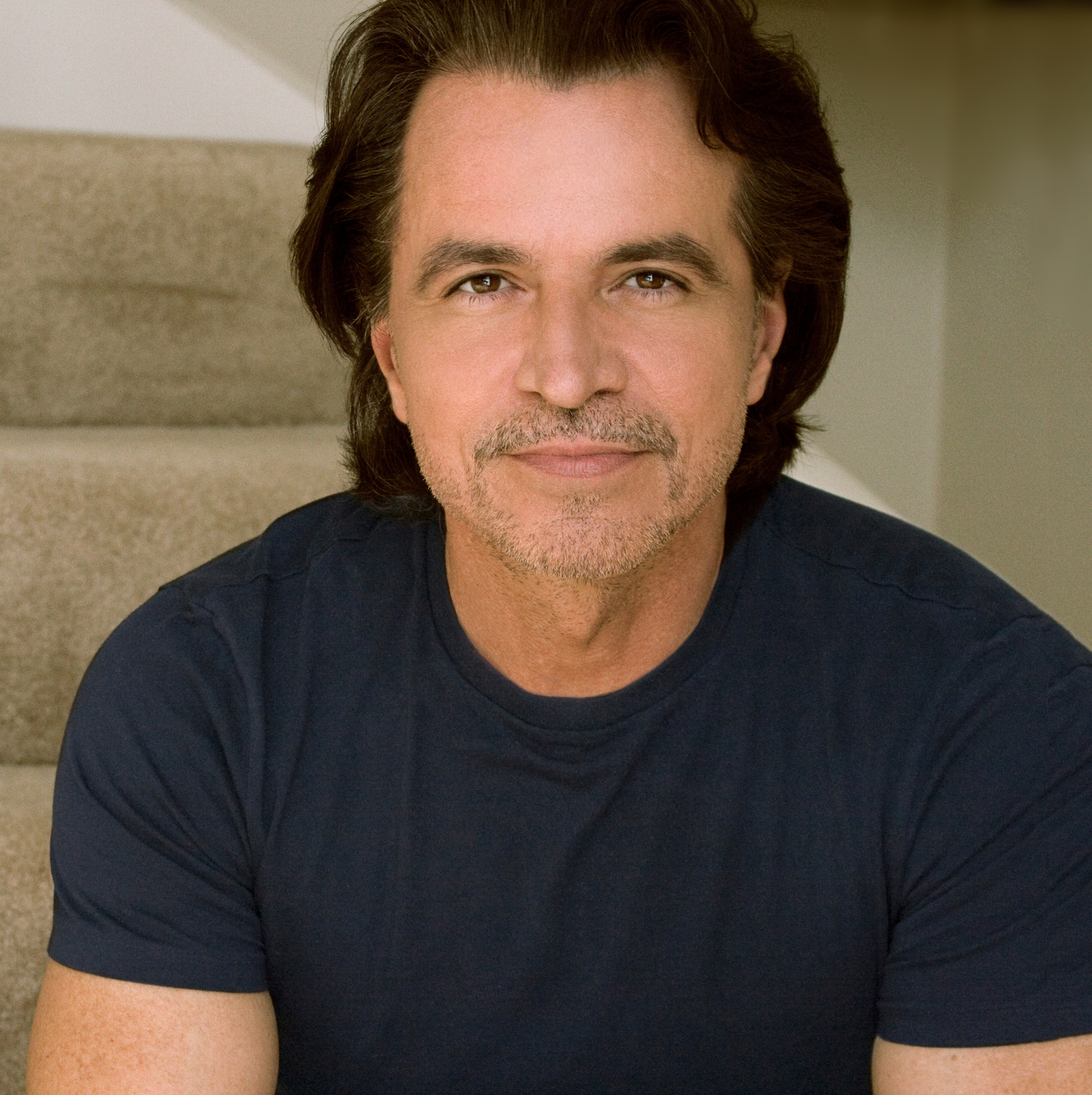
Nhạc sĩ và nhà soạn nhạc Hy Lạp Yanni đã có một số album đạt # 1 trên bảng xếp hạng Billboard New-age

Như đã trình bày trong bài viết này, ranh giới của dòng nhạc này không được xác định rõ; Tuy nhiên, ccác cửa hàng bán lẻ âm nhạc thường xếp nhiều nghệ sĩ vào dòng nhạc "New-age" ngay cả khi bản thân các nghệ sĩ sử dụng tên gọi khác nhau cho phong cách âm nhạc của họ. Dưới đây là một số thuật ngữ khác được sử dụng thay vì "new-age":

### Khí nhạc đương đại
Thuật ngữ "khí nhạc đương đại" (Contemporary instrumental) có thể bao gồm các nghệ sĩ mà không sử dụng nhạc cụ điện tử trong khi thể hiện âm nhạc của họ, chẳng hạn như nghệ sĩ độc tấu dương cầm David Lanz. Tương tự, những nghệ sĩ piano khác như Yanni  và Bradley Joseph, cả hai đều sử dụng thuật ngữ này, mặc dù họ sử dụng nhạc cụ có phím organ (keyboard instrument) để kết hợp với dàn nhạc giao hưởng vào tác phẩm của họ. Yanni đã phân biệt thể loại âm nhạc từ tinh thần phong trào mang cùng tên.

### Khí nhạc đương đại cho người lớn
Thuật ngữ này được đề xuất bởi Steven Halpern trong số ra tháng 6 năm 1999 của New Age Voice như một thể loại tổng hợp cho tất cả loại nhạc mà được các cửa hàng âm nhạc xếp vào "new-age", dù thực tế không đúng như thế.